# Население Гренландии

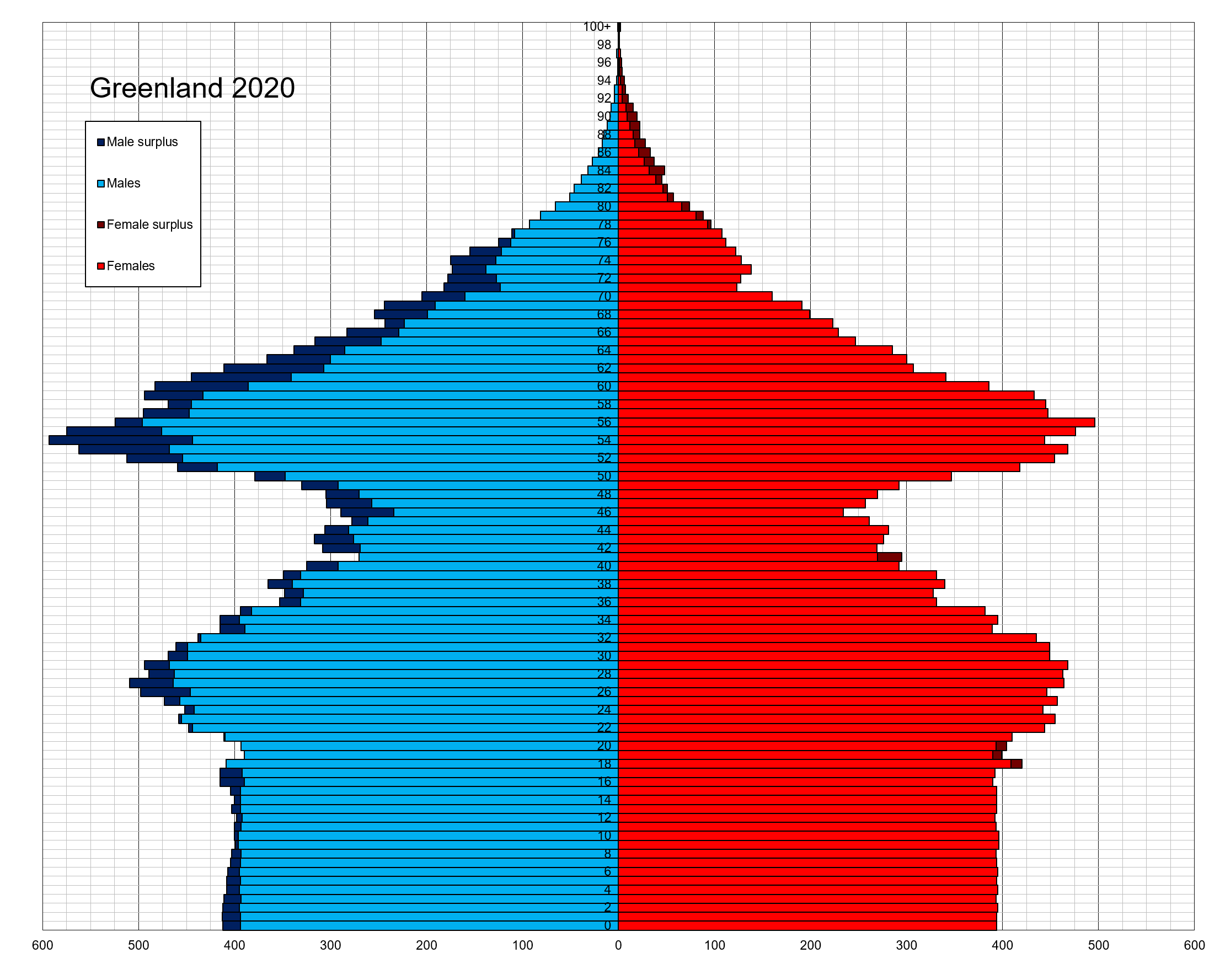
Возрастно-половая пирамида населения Гренландии на 2020 год

Население Гренландии — совокупность жителей, населяющих территорию датской автономной единицы. Согласно данным на 2025 год на острове проживало 57 тыс. человек.

## Статистика
Средняя продолжительность жизни составляет 71 год для мужчин и 76 для женщин.

### Этнические группы
- Гренландцы — 70 % (инуиты, рождённые в Гренландии европейцы, смешанные инуиты и датская кровь),
- датчане и исландцы — 26 % (2022),
- другие — 4 %.

### Религии
Подавляющее большинство жителей — христиане:
евангелические лютеране составляют 64,2 процента, пятидесятники — 2,8, другие христианские конфессии — 30,8.

### Языки
Официальный язык — гренландский язык (восточноинуитский).